# Firminy
Firminy est une commune française située dans le département de la Loire (42), en région Auvergne-Rhône-Alpes.
Ses habitants sont les Appelous et les Appelouses.

## Géographie

### Localisation
Limitrophe de la Haute-Loire, Firminy est située dans le Massif central entre l'Auvergne et le Forez, à la limite du Velay et du parc naturel régional du Pilat, à 73 km de Lyon, à 62 km du Puy-en-Velay et à 12 km de Saint-Étienne. Firminy est également située à 5 km des gorges de la Loire (Le Pertuiset).
C'est la quatrième ville du département. Elle est traversée par l'Ondaine et par le bassin houiller de la Loire.
| Unieux                              | Roche-la-Molière | Saint-Étienne                  |
| Fraisses                            | Firminy          | Le Chambon-Feugerolles         |
| Saint-Ferréol-d'Auroure Haute-Loire |                  | Saint-Just-Malmont Haute-Loire |

### Géologie et relief
La superficie de la commune est de 10,45 km2 ; son altitude varie de 446  à   800 mètres.

### Voies de communication et transports

#### Voies routières
La commune est desservie par la route nationale 88, voie rapide permettant d'accéder à Saint-Étienne, Givors (Lyon) et vers Toulouse via Le Puy-en-Velay.
Elle est aussi l'origine de la route départementale 500 vers Saint-Didier-en-Velay et Montfaucon-en-Velay.
Enfin, une route départementale 3 relie Firminy à Roche-la-Molière et l’ouest de Saint-Étienne d’un côté et à Saint-Bonnet-le-Château de l’autre. Elle se nomme route métropolitaine 3 entre Saint-Étienne et Saint-Nizier-de-Fornas  (territoire de Saint-Étienne Métropole).

#### Transport ferroviaire
Firminy possède une gare sur la ligne de Saint-Georges-d'Aurac à Saint-Étienne-Châteaucreux. Elle est desservie par des TER Auvergne-Rhône-Alpes reliant Lyon-Perrache à Firminy (ces trains s'arrêtent systématiquement dans les gares stéphanoises dont Châteaucreux) ainsi que des TER Auvergne-Rhône-Alpes reliant Saint-Étienne au Puy-en-Velay ou à Bas-Monistrol.

#### Transports urbains
Firminy est desservie par la Société de transports de l'agglomération stéphanoise (STAS) dans la zone Grand Saint-Étienne ainsi que par la ligne TER (Le Puy) - Firminy - Saint-Étienne - (Lyon), accessible avec un pass Oura (Bus STAS + TER).
Cette partie du réseau (Firminy, Le Chambon-Feugerolles, La Ricamarie, Unieux, Fraisses et Saint-Paul-en-Cornillon) est organisée en étoile autour de Firminy. Le pôle multimodal de la gare de Firminy permet de relier Saint-Étienne à Firminy (par les villes de la vallée de l'Ondaine) en 10 minutes contre 30 minutes par la ligne M1 (épine dorsale du réseau) ou la ligne M2 (qui relie néanmoins directement le centre-ville stéphanois à Firminy).
La ville est desservie par les lignes :
- M1 qui traverse la Vallée de l'Ondaine en passant par Le Chambon-Feugerolles et La Ricamarie jusqu'à Saint-Étienne ;
- M2 qui relie la gare de Firminy au centre-ville de Saint-Étienne et la Métare en passant par Roche-la-Molière ;
- 30 qui relie Le Pertuiset et Unieux au Chambon-Feugerolles en passant par Firminy et la Cité de la Romière ;
- 31 qui relie Saint-Maurice-en-Gourgois et Unieux à la gare de Firminy ;
- 32 reliant le pôle multimodal de la gare de Firminy à Unieux en passant par Fraisses ;
- 33 qui est une ligne qui circule uniquement sur Firminy en reliant les quartiers de Verte Colline et Chazeau en passant par le centre-ville de Firminy et le quartier de Firminy-Vert ;
- 34 reliant la gare de Firminy à Saint-Paul-en-Cornillon en passant par les bords de la Loire et à la limite avec la Haute-Loire.

#### Transports aériens
- Aéroport de Saint-Étienne-Loire (29 km)[4].

### Climat
Pour des articles plus généraux, voir Climat d'Auvergne-Rhône-Alpes et Climat de la Loire.
En 2010, le climat de la commune est de type climat des marges montargnardes, selon une étude du Centre national de la recherche scientifique s'appuyant sur une série de données couvrant la période 1971-2000. En 2020, Météo-France publie une typologie des climats de la France métropolitaine dans laquelle la commune est exposée à un climat de montagne ou de marges de montagne et est dans la région climatique Nord-est du Massif Central, caractérisée par une pluviométrie annuelle de 800 à 1 200 mm, bien répartie dans l’année.
Pour la période 1971-2000, la température annuelle moyenne est de 10,5 °C, avec une amplitude thermique annuelle de 16,7 °C. Le cumul annuel moyen de précipitations est de 774 mm, avec 8,6 jours de précipitations en janvier et 6,6 jours en juillet. Pour la période 1991-2020, la température moyenne annuelle observée sur la station météorologique de Météo-France la plus proche, « Saint-Étienne », sur la commune de Saint-Étienne à 9 km à vol d'oiseau, est de 11,4 °C et le cumul annuel moyen de précipitations est de 793,9 mm,. Pour l'avenir, les paramètres climatiques de la commune estimés pour 2050 selon différents scénarios d'émission de gaz à effet de serre sont consultables sur un site dédié publié par Météo-France en novembre 2022.
| Mois                                  | jan.           | fév.           | mars           | avril         | mai          | juin          | jui.         | août          | sep.          | oct.          | nov.          | déc.           | année      |
| ------------------------------------- | -------------- | -------------- | -------------- | ------------- | ------------ | ------------- | ------------ | ------------- | ------------- | ------------- | ------------- | -------------- | ---------- |
| Température minimale moyenne (°C)     | 0,2            | −0,1           | 2,5            | 5,8           | 9,1          | 13,1          | 14,7         | 14,2          | 11            | 8,3           | 4,2           | 1,1            | 7          |
| Température moyenne (°C)              | 3              | 3,4            | 7,1            | 10,8          | 14,1         | 18,6          | 20,5         | 19,9          | 16,1          | 12,2          | 7,4           | 4,1            | 11,4       |
| Température maximale moyenne (°C)     | 5,9            | 6,9            | 11,6           | 15,8          | 19,1         | 24            | 26,3         | 25,6          | 21,3          | 16,2          | 10,6          | 7,1            | 15,9       |
| Record de froid (°C) date du record   | −12,9 13.01.03 | −15,6 05.02.12 | −16,5 01.03.05 | −4,5 08.04.21 | 0,1 06.05.10 | 4,4 02.06.06  | 7,4 10.07.07 | 7,4 31.08.06  | 2,1 27.09.10  | −5 26.10.03   | −8,7 28.11.13 | −11,1 26.12.10 | −16,5 2005 |
| Record de chaleur (°C) date du record | 18,2 10.01.15  | 20,9 23.02.20  | 24 30.03.21    | 27,8 22.04.18 | 32 13.05.15  | 36,8 27.06.19 | 39 07.07.15  | 38,6 24.08.23 | 33,5 05.09.23 | 29,9 02.10.23 | 23,1 02.11.20 | 18,3 05.12.06  | 39 2015    |
| Précipitations (mm)                   | 41,8           | 38,7           | 39,7           | 62,7          | 83,7         | 80,6          | 78,7         | 79,4          | 65,1          | 81            | 87,1          | 55,4           | 793,9      |

## Urbanisme

### Typologie
Au 1er janvier 2024, Firminy est catégorisée centre urbain intermédiaire, selon la nouvelle grille communale de densité à sept niveaux définie par l'Insee en 2022.
Elle appartient à l'unité urbaine de Saint-Étienne, une agglomération inter-départementale regroupant 32  communes, dont elle est une commune de la banlieue,,. Par ailleurs la commune fait partie de l'aire d'attraction de Saint-Étienne, dont elle est une commune de la couronne,. Cette aire, qui regroupe 105 communes, est catégorisée dans les aires de 200 000 à moins de 700 000 habitants,.

### Occupation des sols
L'occupation des sols de la commune, telle qu'elle ressort de la base de données européenne d’occupation biophysique des sols Corine Land Cover (CLC), est marquée par l'importance des territoires artificialisés (49,5 % en 2018), en augmentation par rapport à 1990 (43,1 %). La répartition détaillée en 2018 est la suivante : 
zones urbanisées (35,3 %), forêts (27,3 %), prairies (17,1 %), zones industrielles ou commerciales et réseaux de communication (13,7 %), zones agricoles hétérogènes (6,1 %), espaces verts artificialisés, non agricoles (0,5 %). L'évolution de l’occupation des sols de la commune et de ses infrastructures peut être observée sur les différentes représentations cartographiques du territoire : la carte de Cassini (XVIIIe siècle), la carte d'état-major (1820-1866) et les cartes ou photos aériennes de l'IGN pour la période actuelle (1950 à aujourd'hui).

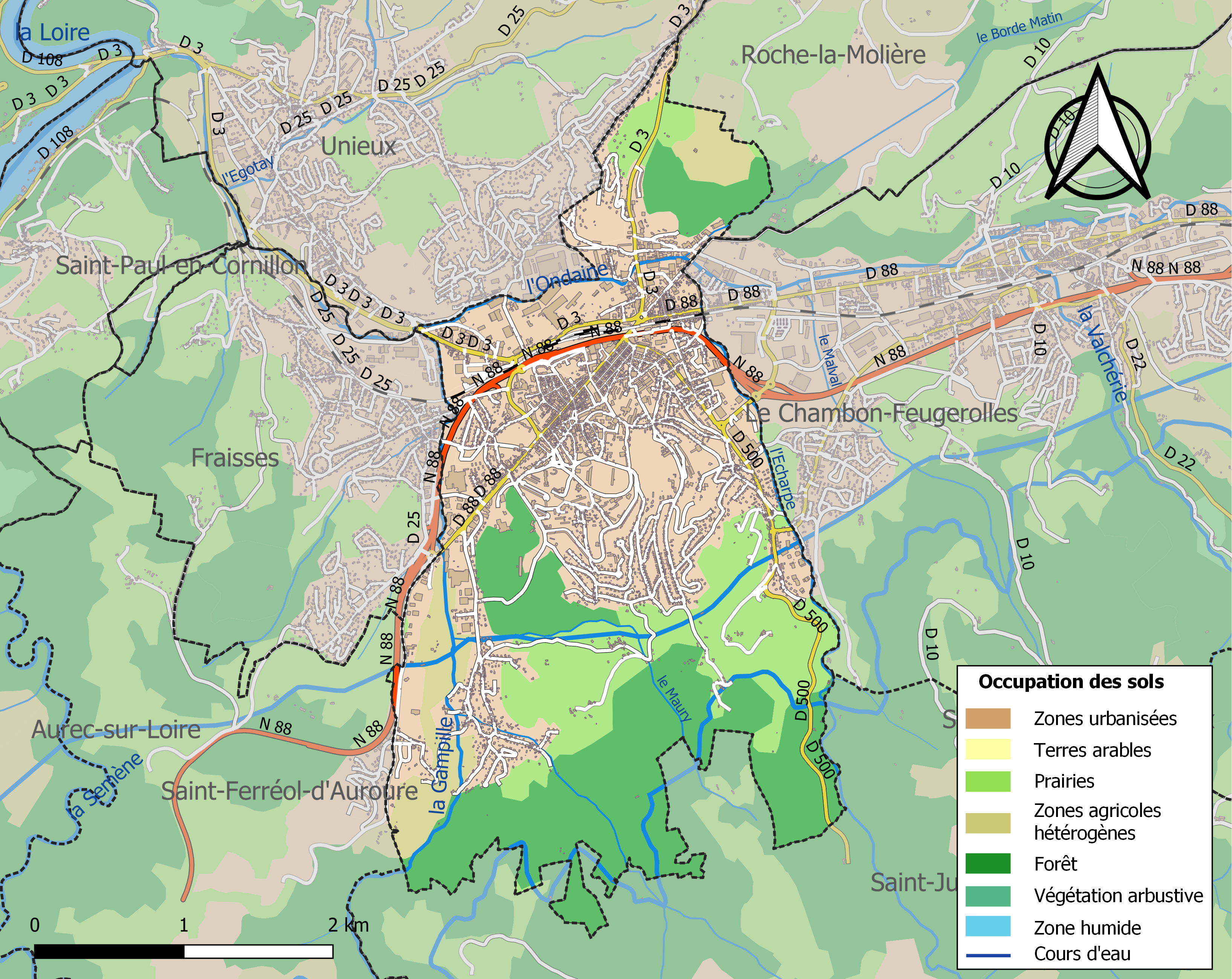
Carte des infrastructures et de l'occupation des sols de la commune en 2018 (CLC).

## Toponymie

### Nom des habitants
Firminy est dans le domaine linguistique de l'occitan et le nom de la commune est dans cette langue Firminial.
La dénomination des habitants, les Appelous, est relativement récente[Quand ?].
Au XIXe siècle, les cloutiers portaient un tablier en peau appelé en occitan, et plus particulièrement son dialecte vivaro-alpin, « basana » ou la « pèl »(peau). Certains[Qui ?] disent que ce tablier en peau était appelé le « pelou », d'où le gentilé.

## Histoire
(mars 2015).

### Antiquité tardive - Moyen Âge

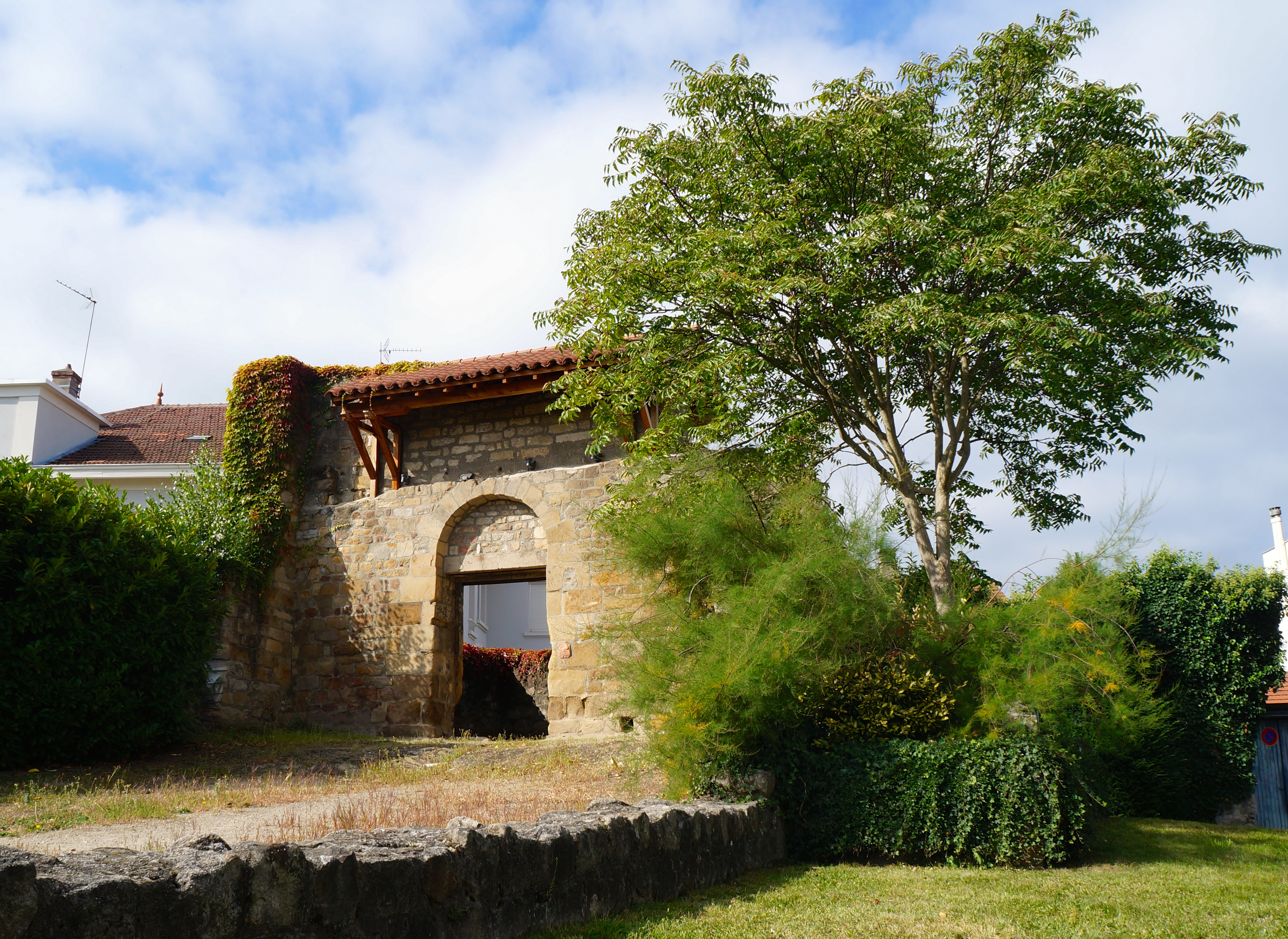
Vestiges de la porte de l'ancienne l'église Saint-Pierre.

Le suffixe -acum du nom Firminiacum indiquerait que le lieu ait appartenu, probablement avant le VIIe siècle, à un dénommé Firmin.
La première mention de Firminy (Firminiaco) apparaît en 971 dans une charte de Conrad le Pacifique, roi de Bourgogne où sont énoncées les possessions reconnues à l’abbaye de l’Île Barbe. Ainsi, il est probable que le territoire connu alors sous le nom de la Celle Saint-Martin de Firminy fut donné à l'abbaye avant le Xe siècle, en une date et dans des circonstances inconnues.
Au milieu du Xe siècle, une église et un prieuré s’établirent grâce à la générosité des seigneurs voisins. Un texte de 1168 reconnaît Humbert prieur de Firminy. Et dès 1183, on trouve dans les archives, la trace de l'église Saint-Pierre.
Sa tradition de foires, marchés forains et primeurs remonte au Moyen Âge où elle était déjà une ville active du fait de sa situation géographique avantageuse aux confins de l'Auvergne sur la grande route de Lyon au Puy-en-Velay.
La commune exploite à ciel ouvert de la houille dès le XIIIe siècle[réf. souhaitée].
Vers 1460, pendant la guerre de Cent Ans, les Anglais séjournent au prieuré ; les routiers tard venus et autres bandes de mauvais aloi prélèvent un lourd tribut sur la population ; les seigneurs du voisinage, le comte du Forez lui-même, pillent l’abbaye[Information douteuse]. Pour se défendre, Firminy s’entoure de murailles de sept mètres de hauteur, percées de deux portes fortifiées, dont l’une subsistera jusqu’en 1967.

### Époque moderne
En 1507, des lettres patentes de Louis XII donnent à la cité le titre de « ville » et y créent des marchés et des foires, témoignage de son activité commerciale.
Au cours du XVIIe siècle, la peste ravage à plusieurs reprises la région. Les hivers 1693 et 1694 connurent une disette sans précédent avec la mort du tiers de la population.
Au début du XVIIe siècle, Claude de La Tour, seigneur de Varan, apporta l’artisanat du clou, qui allait prendre rapidement un large essor. L’exploitation des « charboutières », ou carrières de houille, qui existaient depuis le XVIe siècle, continue de se développer.

### Époque contemporaine
À la Révolution, une grande partie du territoire de la paroisse de Firminy en a été détachée pour former les communes de Chazeau, de Fraisses et d'Unieux
- 1820 : Fondation de la Compagnie des mines, avec plusieurs puits d’extraction : Chappelon, La Tour, Osmond, Charles, Charpin, etc. Le dernier puits de mine a disparu de la commune en 1918.
- Pendant la Révolution, Firminy devint chef-lieu de canton. Il le restera jusqu’en 1801, date à laquelle il est rattaché au canton du Chambon-Feugerolles jusqu’en 1900.
- 1854 : François Félix Verdié achète le martinet Philippon et crée sa société en commandite par actions. La société François-Félix Verdié sera transformée en 1867 en Société anonyme des aciéries et forges de Firminy.
- 1859 : Ouverture de la gare de Firminy.
- 1867 : Chez Verdié, l’ingénieur Martin réalise le four à acier qui porte son nom.

#### XXesiècle
Pendant la Première Guerre mondiale, la population de la ville augmente brusquement, passant de 19 580 habitants à 41 000. Les effectifs des aciéries de Firminy augmentent ainsi de près de 10 000 personnes. 12 % de la main-d'œuvre vient de l'étranger ou des colonies, celle-ci est la cible de restrictions spécifiques comme l'interdiction de fréquenter les débits de boisson. Les nouveaux habitants occupent des logements insalubres.
Le Majestic (cinéma) fut ouvert en 1924 par Monsieur Hivert.
Le 21 octobre 1948, lors de la grande grève des mineurs, réprimée sur ordre du ministre socialiste Jules Moch qui envoie des blindés en Lorraine, deux mineurs de Firminy sont abattus par l'armée. C'est à ce moment-là que le slogan CRS = SS nait. Le maire est suspendu en raison de ces évènements, révoqué puis réélu.
- En 1954, par apport de l'usine de Firminy, la société anonyme des aciéries et forges de Firminy entra pour 38 % dans le capital de la Compagnie des Ateliers et Forges de la Loire (C.A.F.L.) Plus tard la CAFL deviendra Creusot-Loire.
- En 1959, la commune de Chazeau fusionne avec Firminy.
- De 1954-1965, Firminy-Vert (substitut d'une ville « noire » industrielle), est conçue dans les années 1950 à l'initiative d'Eugène Claudius-Petit, maire de la ville, ancien ministre de la Reconstruction. Ce projet d'urbanisme est mené par Charles Delfante et se complètera avec la construction de bâtiments par Le Corbusier : rassemblés dans le Centre civique, la Maison de la Culture (1965), le stade, et le projet d'une église paroissiale dont la première pierre est posée en 1970 ; après la disparition de Le Corbusier en 1965, c'est à son disciple André Wogenscky que revient la construction de la piscine où les collégiens vont toujours et celle de l'Unité d'Habitation réalisée de 1965 à 1967.
- En 1962, l'ensemble de Firminy-Vert est distingué par le prix national d'urbanisme, en raison de l'exemplarité de cette réalisation dont les responsables se sont manifestement inspirés des principes de la Charte d'Athènes, adoptée en 1933 par le congrès international d'architecture moderne à l'instigation de Le Corbusier.
- 1970 : le CAFL est absorbée dans Creusot-Loire dont elle devient l'établissement le plus grand et le plus complexe à gérer étant donné la diversité de ses savoir-faire et de ses productions. Mais dans ce nouveau contexte de dimension multinationale, on va assister dans les douze années suivantes à une double évolution : d'une part, la modernisation de certains ateliers tels que la forge, le laminage à froid, mais en contrepartie la fermeture au fil des ans des ateliers jugés les moins performants pour leurs résultats économiques. Du fait des gains de productivité et des fermetures, l'effectif ouvrier ne va cesser de se réduire, ce qui va contribuer à stopper la croissance démographique de la ville et remettre en cause les projets d'un deuxième plan d'urbanisme conçu pour répondre à la prévision d'une forte augmentation de la population.
- En 1983 : faillite de Creusot-Loire. L'usine métallurgique est reprise par USINOR, mais c'est le point de départ d'un démantèlement qui va la faire éclater en plusieurs établissements dont plusieurs se révèleront économiquement non viables.
- la même année, projet municipal de fermeture de l'Unité d'habitation Le Corbusier, qui par suite des conditions économiques n'est qu'à moitié remplie. La résistance des habitants aboutit à un compromis : la fermeture de l'aile nord, et le regroupement des occupants dans l'aile sud.
- la même année : l'ouverture d'un chantier de construction d'un gymnase municipal à quelques mètres du chantier de l'église de Le Corbusier, abandonné depuis 1977 par manque de moyens financiers, entraîne l'intervention de l'État en faveur d'une protection de l'ensemble des œuvres de Le Corbusier de Firminy au titre de Monuments historiques.
- 1984 : construction de deux gymnases GM4 et GM5 sous la mandature de Théo Vial-Massat.
- 1986 : création d'un syndicat d'initiative pour l'accueil et le guidage des visiteurs du patrimoine Le Corbusier (4 à 5 000 visiteurs par an). Cette création, suivie de celle d'un Office municipal de tourisme, contribue au difficile éveil d'une reconnaissance de ce patrimoine.
- 1995 : ouverture d'une deuxième salle de cinéma au Majestic.
- 2000 : ouverture du firmament (projet culturel émis par la municipalité de Bernard Outin) qui regroupe un stade, un terrain de tennis couvert, un dojo et une salle de spectacle.

#### XXIesiècle
En 2001 ont lieu les élections municipales. Bien que n'étant pas un enjeu électoral manifeste, la mise en valeur du patrimoine Le Corbusier à des fins culturelles, économiques et touristiques apparaît vite comme un objectif majeur de la nouvelle municipalité. Sont entreprises la rénovation de l'Unité d'Habitation, initiée par la municipalité antérieure (celle de Bernard Outin de 1992 à 2001), en deux ans de chantier qui permettent en outre la remise en service de l'aile nord avec la participation d'un promoteur privé, et surtout avec l'appui de Saint-Étienne-Métropole, de la Région et de l'État, la reprise et l'achèvement de la construction de l'Église, finalement terminée et inaugurée en novembre 2006. L'électrification de la ligne de chemin de fer Saint-Étienne-Firminy a été programmée par le ministre communiste du logement et des transports Jean-Claude Gayssot. Le remodelage total du parvis de la gare qui cesse en 2006 d'être traversé par une sortie de voie rapide.
2001 voit la mise en place des comités de quartier, lien entre les habitants et la municipalité. Ceux-ci disposent d'un budget qui permet l'animation des quartiers.
En 2006, Clextral, l'une des entreprises héritières d'un savoir-faire hautement technologique élaboré au temps de Creusot-Loire, fête par un colloque international le cinquantième anniversaire de la naissance des machines à extruder bi-vis, inventées à Firminy et adoptées dans de nombreux pays pour l'extrusion des matières plastiques, de multiples produits alimentaires et la fabrication de papiers haut de gamme (exemple : billets de banque).
À côté de Clextral, sont également héritiers de Creusot-Loire les établissements Aubert et Duval (aciérie élaborant des alliages hautement spécifiés, forge et usinage de pièces métallurgiques longues), ARCELOR et depuis 2006, MITTAL-ARCELOR (laminage à froid de haute précision). Ces établissements occupent une partie importante de l'ancien site métallurgique, dont l'élément-phare est la tour de trempe, haute de 53 mètres, construite en 1935 et considérée de plus en plus comme un témoin historique majeur de l'histoire industrielle locale, et de surcroît sans équivalent en Europe et peut-être dans le monde : d'où l'engagement d'une procédure en vue d'un classement au titre des monuments historiques.
Autre dossier international en cours : l'initiative de Firminy en vue d'un classement des œuvres de Le Corbusier au patrimoine mondial de l'UNESCO, initiative à laquelle ont déjà adhéré de nombreux pays dans lesquels existent des ouvrages réalisés par l'architecte.
En 2009, d'importantes émeutes eurent lieu trois nuits durant dans le quartier de Firminy-Vert. Le décès par pendaison d'un gardé à vue en fut l'origine.

## Politique et administration

### Liste des maires
| Période        | Période    | Identité              | Étiquette     | Qualité |
| -------------- | ---------- | --------------------- | ------------- | --- |
| septembre 1945 | mai 1953   | Marcel Combe          | UP            | révoqué en 1948 puis réélu |
| mai 1953       | mars 1971  | Eugène Claudius-Petit | UDSR puis CD  | Ministre |
| mars 1971      | avril 1992 | Théo Vial-Massat      | PCF           | Député - conseiller général du canton de Firminy (1970-1988) |
| avril 1992     | mars 2001  | Bernard Outin         | PCF           | Député (1997-2002) |
| mars 2001      | mars 2008  | Dino Cinieri          | UMP           | Député depuis 2002 |
| mars 2008      | juin 2020  | Marc Petit            | PCF           | Conseiller général du canton de Firminy (2000-2015) puis Conseiller départemental (2015-2021) 2e vice-président de la Saint-Étienne Métropole jusqu'en 2019 Condamné pour agression sexuelle en 2019, |
| juin 2020      | En cours   | Julien Luya           | Divers droite | Conseiller départemental Vice-président du département de la Loire. Vice-président de Saint-Étienne Métropole                                                                                         |

## Population et société

### Démographie
L'évolution du nombre d'habitants est connue à travers les recensements de la population effectués dans la commune depuis 1793. Pour les communes de plus de 10 000 habitants les recensements ont lieu chaque année à la suite d'une enquête par sondage auprès d'un échantillon d'adresses représentant 8 % de leurs logements, contrairement aux autres communes qui ont un recensement réel tous les cinq ans,.

En 2022, la commune comptait 17 128 habitants, en évolution de +0,79 % par rapport à 2016 (Loire : +1,32 %, France hors Mayotte : +2,11 %).
| 1793  | 1800  | 1806  | 1821  | 1831  | 1836  | 1841  | 1846  | 1851  |
| ----- | ----- | ----- | ----- | ----- | ----- | ----- | ----- | ----- |
| 1 486 | 1 713 | 1 821 | 2 627 | 3 779 | 3 784 | 4 306 | 4 774 | 5 374 |

| 1856  | 1861  | 1866  | 1872   | 1876   | 1881   | 1886   | 1891   | 1896   |
| ----- | ----- | ----- | ------ | ------ | ------ | ------ | ------ | ------ |
| 6 420 | 7 672 | 9 217 | 10 422 | 11 972 | 13 707 | 13 992 | 14 511 | 15 771 |

| 1901   | 1906   | 1911   | 1921   | 1926   | 1931   | 1936   | 1946   | 1954   |
| ------ | ------ | ------ | ------ | ------ | ------ | ------ | ------ | ------ |
| 16 903 | 17 944 | 19 580 | 20 194 | 21 303 | 21 365 | 20 257 | 20 362 | 21 161 |

| 1962   | 1968   | 1975   | 1982   | 1990   | 1999   | 2006   | 2011   | 2016   |
| ------ | ------ | ------ | ------ | ------ | ------ | ------ | ------ | ------ |
| 26 065 | 24 924 | 25 060 | 24 113 | 23 123 | 19 297 | 17 975 | 16 993 | 16 994 |

| 2021   | 2022   | - | - | - | - | - | - | - |
| ------ | ------ | - | - | - | - | - | - | - |
| 17 137 | 17 128 | - | - | - | - | - | - | - |

### Manifestations culturelles et festivités
- Tous les ans au mois d'octobre a lieu la « Vogue des noix », fête foraine d'importance (la troisième de France) qui se termine par le célèbre « Corso » créé par Théo Vial Massat en 1971. Elle commence toujours le samedi et se termine le dimanche de la semaine suivante par un corso.
- Tous les ans a lieu aussi le rallye des Noix, course automobile dont l'arrivée se situe sur la place du Breuil.
- Tous les jeudis a lieu le marché sur la place du Breuil et la place du Marché. Les samedis matin et les mardis matin se tient également un marché consacré essentiellement aux légumes et autres denrées de bouche qui a lieu seulement sur la place du Marché. Un petit marché bio existe les vendredis après-midi sur la place du Breuil.

## Économie
Grandes entreprises locales (sauf distribution) :
- Clextral (ex filiale de Creusot Loire) : leader mondial de l'extrusion « bivis » et lignes de production clés en main pour l'industrie agroalimentaire, de la pâte à papier, de la chimie de spécialités et des biomatériaux. C'est une société du groupe Legris ;
- Cornillon : distribution en gros de petits matériels, d'équipements et de consommables pour les professionnels de la restauration et de l’hôtellerie. Vente en gros d'articles ménagers : casseroles, marmites, poêles métalliques ;
- Tixit Lapouyade : rayonnages métalliques. Lapouyade a été créé en 1955 à Fiminy, a été repris en 2009 par Averys et a fusionné en 2016 avec la société sœur Tixit de Strasbourg.
Une communauté Emmaüs existe depuis 1986.

## Culture locale et patrimoine

### Lieux et monuments
- Église Saint-Firmin.
- Église Saint-Pierre de Firminy.

Stade de le Corbusier.

Église Saint-Pierre de Firminy.

- Église de la Présentation-de-la-Vierge de Firminy.
- Église Saint-Jean-Baptiste de Chazeau.
- Porte Saint-Pierre, du XIIe siècle,  Classée MH (1932)[38].
- Château des Bruneaux, fin XVIIIe,  Classé MH (1975)[39].
- Temple protestant : situé rue de la Loire. Inauguré en mai 1941, par le pasteur Marc Boegner.
- Musée des pompiers.
- Monuments aux morts.

#### Patrimoine Le Corbusier
La ville regroupe le plus grand nombre d'œuvres de Le Corbusier, construites entre 1961 et 1968 :
- l'église Saint-Pierre, laissée inachevée, mais terminée et inaugurée le 29 novembre 2006[40] ;
- la Maison de la Culture et de la Jeunesse,  Classée MH (1984)[41] ;
- une unité d'habitation dite « le Corbusier »[42] ;
- le stade (club d'athlétisme de la ville : CLCS et ACO) ;
- la piscine municipale, réalisée de 1965 à 1968 par l'architecte André Wogenscky après la mort de Le Corbusier[43]. Depuis sa rénovation, elle porte le nom de son architecte.

### Espaces verts et fleurissement
En 2014, la commune obtient le niveau « deux fleurs » au concours des villes et villages fleuris.

### Environnement
Une étude d'UFC-Que Choisir (mars 2012) se basant sur des données du Ministère de la Santé a montré que l'eau potable était trop chargée en pesticides. Ce dépassement, fréquemment constaté pour les petites communes rurales (environ 500 habitants), est plus notable pour une commune de plus de 20 000 habitants ; dans cette catégorie, seules trois autres communes sont en effet concernées. L'étude y voit la conséquence de contrôles trop peu fréquents.

### Personnalités liées à la commune

#### Artistes et littéraires
- Le Corbusier (La Chaux-de-Fonds, 1887 - Roquebrune-Cap-Martin, 1965) : architecte, urbaniste, décorateur, peintre, théoricien et homme de lettres suisse naturalisé français ; il a construit plusieurs bâtiments dans la ville.
- Jean-Paul Civeyrac (Firminy, 1964) : réalisateur de cinéma. Dernier film en 2010 : Des filles en noir.
- Emmanuelle Bertrand (Firminy, 1973) : violoncelliste.
- André Gazut né le 25 novembre 1938 à Firminy : réalisateur - militant pacifiste
- Difool (Firminy, 1969) : animateur radio.
- Sylvqin (Firminy, 1992) :  vidéaste web et streameur francophone.

#### Militaires
- Henri Romans-Petit (Firminy, 1897 - Ceignes, 1980) : colonel, chef des maquis de l'Ain et du Haut-Jura dès 1942 ; il organisa (à la tête de ses maquisards), le 11 novembre 1943, « au nez et à la barbe » de l'occupant, un défilé dans les rues d'Oyonnax avec dépôt de gerbe au monument aux morts.

#### Politiques
- Hippolyte de Souzy de Charpin-Feugerolles (1816-1894) : homme politique maire de l'ancienne commune de Chazeau où il est né.
- Marcellin Souhet (1845-1925) : homme politique et négociant en grains et farines, maire de Firminy où il est mort.
- Claudius Buard (Firminy, 1900 - Saint-Étienne 1978) : sénateur de la Loire, résistant, conseiller général de Firminy.
- Eugène Claudius-Petit (Angers, 1907 - Paris, 1989) : résistant, maire, député, ministre de la Reconstruction (1948-1953), du Travail et de la Sécurité Sociale (1954).
- Théo Vial-Massat (1919-2013) : résistant, conseiller général, député, maire de Firminy où il est mort.
- Georges Rouchouze, milicien[46] : né à Firminy[47], ayant fait partie de l'opération Maquis blanc.
- Bernard Outin (Firminy, 1944 - Firminy, 2008) : maire et député.
- Dino Cinieri (Firminy, 1955) : maire et député.
- Manuel Bompard (Firminy, 1986) : député européen.

#### Religieux, ecclésiastiques
- Robert Ploton (1901-1975) : prêtre, résistant, mort à Firminy.

#### Sportifs
- Salah Beddiaf (1931-2020) : athlète français, Cross Country 5 000 m et 10 000 m. Médaille de bronze du Cross des Nations le 21 avril 1959, à Lisbonne (Portugal).
- Philippe Gimbert (1966-) : joueur de rugby à XV français, évoluant au poste de pilier droit.
- Angélique Colombet-Papon (1976-) : joueuse de pétanque. Elle a remporté quatre titres aux championnats du monde, neuf titres aux championnats d'Europe et dix-sept titres aux championnats de France.
- Anthony Losilla, footballeur né en 1986 à Firminy.
- Jeanne Collonge (Firminy, 1987) : triathlète, Embrunman (2012, 2013).
- Léo Pétrot, footballeur né en 1997.

#### Autres
- Cédric Grolet (1985-) : pâtissier.
- Robin Rivaton (1987-) : entrepreneur, essayiste.

## Jumelages
Depuis 2018, la ville de Firminy est jumelée à 3 villes :
- Matam (Sénégal) ;
- Las Torres de Cotillas (Espagne) ;
- Murska Sobota (Slovénie).

## Héraldique
Parti de sable et de gueules. à deux pics en sautoir, une enclume, à la lampe de mineur appendue à une roue d'engrenage tous d'or et brochant chacun sur le précédent en cœur, au clou de sable brochant au centre de la roue d'engrenage, le tout accompagné au canton senestre du chef d'une <apeau> (ou basane, tablier de cuir des cloutiers) d'argent chargé en cœur d'une meule de gueules, au franc canton d'or chargé de deux clefs renversés de sable passées en sautoir.